# لله‌رود
لَلَه رود، روستایی از توابع بخش مرکزی شهرستان رودسر در استان گیلان ایران است.نام این روستا بر گرفته از نوعی نی که در مناطق گیلان می رویید که از آن برای استفاده از قلم خوشنویسی و چَپَر استفاده میشود

## جمعیت
این روستا در دهستان چینی جان قرار دارد و براساس سرشماری مرکز آمار ایران در سال ۱۳۸۵، جمعیت آن ۲۰۸ نفر (۵۶خانوار) بوده‌است.